# Марин Чилић
Марин Чилић (рођен 28. септембра 1988. у Међугорју) је хрватски тенисер који је свој најбољи пласман у синглу достигао 29. јануара 2018. када је заузимао треће место на АТП листи.
Највеће успехе у каријери је постигао на тврдој подлози: 2014. је тријумфовао на Отвореном првенству САД победивши у финалу Кеја Нишикорија док је 2016. дошао до титуле на турниру мастерс 1000 серије у Синсинатију где је у финалном мечу био бољи од другог тенисера света Ендија Марија.
Прилику за другу гренд слем титулу имао је у финалу Вимблдона 2017. али је поражен од Роџера Федерера у три сета. Чилић је имао шансу да постане тек други тенисер из Хрватске који би освојио Вимблдон, после успеха Горана Иванишевића из 2001. године.
У финалу Отвореног првенства Аустралије 2018. је поново поражен од Федерера, овога пута у узбудљивом мечу од пет сетова. Овај резултат омогућио му је напредовање на АТП листи до треће позиције. Такође, постао је први тенисер из Хрватске који је играо финале овог гренд слема.
У пару са Иваном Додигом освојио је сребрну медаљу на Олимпијским играма у Токију.

## Приватни живот
Марин Чилић рођен је 28. септембра 1988. у Међугорју, Босна и Херцеговина (тада СФР Југославија) као трећи од четири сина Зденка и Ковиљке Чилић. Има два старија брата, Горана и Винка, и млађег Милета. Тенис је почео да игра са седам година.
Чилић је велики љубитељ фудбала и ватрени је навијач хрватског националног тима и ФК Милана, а омиљени играчи су му Кака и Робињо. Када је био дете, идоли у тенису били су му Горан Иванишевић и Иван Љубичић.
Живи у Монте Карлу. Ожењен је Кристином Милковић, са којом има синове Балда и Вита.

## Стил игре
Чилић воли да игра на свим подлогама, али истиче да се боље осећа на брзим подлогама, као што су тврда и травната, због његовог стила игре. Свој бекхенд сматра својим најјачим оружјем, а узори су му Горан Иванишевић и Иван Љубичић. Тренира га Аустралијанац Боб Брет, и често вежба у Бретовој тениској академији у Сан Рему.

## Каријера

### 2004—2007.
Чилић је 2004. године почео да игра на турнирима за јуниоре, организованим од стране Међународне тениске федерације. Играо је и на једном фјучерс турниру у Хрватској, и завршио годину као 1463. играч на АТП листи најбољих тенисера света. 2005. године освојио је Отворено првенство Француске у јуниорској конкуренцији, успут победивши Ендија Марија у полуфиналу, а достигао је и четвртфинала остала три гренд слем турнира. Тако је постао први хрватски тенисер који је освојио неки јуниорски гренд слем турнир у 21. веку. 2005. годину завршио је као други јуниор света, а исте године по први пут је играо на једном АТП турниру, у Умагу.
Први јуниор света постао је први јуниор света. Такође је освојио неколико фјучерса и чаленџера, а играо је и неколико АТП турнира, на којима му је најбољи резултат било полуфинале у Гштаду. 2006. је по први пут заиграо и у Дејвис купу, заменивши у репрезентацији Хрватске Ивана Љубичића. Годину је завршио међу двеста најбољих тенисера света на АТП листи. 2007. достигао је своје прво АТП полуфинале у каријери, на турниру у Квинс Клабу, Лондон, у којем га је резултатом 6:4, 7:5 победио некадашњи први тенисер света Енди Родик. На путу до полуфинала савладао је љубимца домаће публике, Тима Хенмана. Крајем сезоне ушао је у још једно полуфинале, у Санкт Петербургу, а играо је и за Хрватску у првом колу Дејвис купа 2007. против Немачке, победивши Бенјамина Бекера и омогућивши Хрватској пролазак у даље фазе такмичења. Сезону, у којој је остварио две победе над четвртим играчем света Николајем Давиденком, завршио је на 71. месту АТП листе.

### 2008.
2008. годину отвара наступом у индијском Ченају, где је достигао полуфинале и у појединачној и у конкуренцији парова. У првом колу је савладао Виктора Троицког са 3:6, 7:6(6), 6:1, Николу Маија са 6:2, 6:4 у другом и Робина Хасеа у четвртфиналу са 4:6, 6:2, 6:3. У полуфиналу га је савладао Михаил Јужни резултатом 6:2, 6:3. На Отвореном првенству Аустралије достигао је четврто коло, елиминишући два носиоца, укључујући и прошлогодишњег финалисту турнира Фернанда Гонзалеса. Чилића је у четвртом колу поразио Џејмс Блејк резултатом 6:3, 6:4, 6:4. Након овог турнира Чилић је заузео 39. место на АТП листи, и по први пут у каријери се нашао међу четрдесет најбољих тенисера света.
Четврто коло достигао је и на Вимблдону. У првом колу је победио Јарка Нијеминена резултатом 6:4, 3:6, 6:3, 6:7(6), 7:5, а у другом четрнаестог носиоца Пола-Анрија Матјеа са 6:7(5), 6:3, 6:4, 7:6(6). У четвртом колу га је поразио француски тенисер Арно Клемон. На Мастерсу у Канади је достигао четвртфинале, свој најбољи резултат на АТП Мастерс турнирима у каријери. У трећем колу је однео победу над бившим бројем један Ендијем Родиком, али га је у четвртфиналу савладао Жил Симон. Чилић је затим играо на турниру Пајлот пен тенис у Њу Хејвену, Конектикат, на ком је освојио своју прву АТП титулу. На путу до титуле савладао је Виктора Троицког, Јиргена Мелцера, Игора Андрејева, и у финалу Мардија Фиша резултатом 6:4, 4:6, 6:2.
На Отвореном првенству Америке је достигао треће коло, у ком га је поразио Новак Ђоковић са 6:7(7), 7:5, 6:4, 7:6(0). У првом колу је победио Жилијена Бенетоа у пет сетова, у мечу који је трајао више од четири сата, а у другом домаћег играча Робија Ђинеприја у четири сета, 6:4, 2:6, 6:2, 7:5. Сезону је завршио међу тридесет најбољих тенисера света, на 22. месту.

### 2009.
На турниру у Ченају, Индија, Чилић је освојио своју другу титулу у каријери и прву у 2009. години. У финалу је победио домаћег тенисера Сомдева Девармана резултатом 6:4, 7:6(3). На Отвореном првенству Аустралије 2009. је достигао четврто коло, након победе над Давидом Ферером у четири сета. У четвртом колу га је победио Хуан Мартин дел Потро, такође у четири сета. Недуго касније, Чилић је освојио турнир у Загребу, победивши саиграча из Дејвис куп репрезентације Марија Анчића 6:3, 6:4, а затим је играо за Хрватску у Дејвис купу 2009. против Чилеа у првом колу светске групе. Победио је у два меча, једном појединачном и у пару са Анчићем.
На Отвореном првенству Француске Чилића је у четвртом колу победио трећи тенисер света Енди Мари резултатом 7:5, 7:6(4), 6:1. Чилић је претходно у трећем колу остварио победу над осамнаестим носиоцем Радеком Штјепанеком у три сета. На турниру у Квинс Клабу, Лондон, поражен је у другом колу од стране Николе Маија из Француске. На Вимблдону 2009. је у другом колу остварио победу над Семом Кверијем, и то у пет сетова, 4:6, 7:6(3), 6:3, 6:7(4), 6–4. Изгубио је у наредном колу од Томија Хаса у пет сетова, иако је имао неколико меч лопти. На турнирима у Северној Америци остварио је лоше резултате — поражен је у првим колима и у Вашингтону и на Канада мастерсу — али је зато на Отвореном првенству САД 2009. остварио свој најбољи резултат на гренд слем турнирима, четвртфинале. У четвртом колу је савладао другог носиоца и једног од фаворита Ендија Марија у три сета 7:5, 6:2, 6:2. Хуан Мартин дел Потро га је победио у четвртфиналу резултатом 4:6, 6:3, 6:2, 6:1.

## Гренд слем финала

### Појединачно: 3 (1:2)
| Исход     | Бр. | Година | Турнир                        | Подлога | Противник     | Резултат                     |
| --------- | --- | ------ | ----------------------------- | ------- | ------------- | ---------------------------- |
| Победник  | 1.  | 2014.  | Отворено првенство САД        | Тврда   | Кеј Нишикори  | 6:3, 6:3, 6:3                |
| Финалиста | 1.  | 2017.  | Вимблдон                      | Трава   | Роџер Федерер | 3:6, 1:6, 4:6                |
| Финалиста | 2.  | 2018.  | Отворено првенство Аустралије | Тврда   | Роџер Федерер | 2:6, 7:6(7:5), 3:6, 6:3, 1:6 |

## Финала АТП мастерс 1000 серије

### Појединачно: 1 (1:0)
| Исход    | Бр. | Година | Турнир    | Подлога | Противник | Резултат |
| -------- | --- | ------ | --------- | ------- | --------- | -------- |
| Победник | 1.  | 2016.  | Синсинати | Тврда   | Енди Мари | 6:4, 7:5 |

## Мечеви за олимпијске медаље

### Парови: 1 (0:1)
| Исход  | Година | Турнир                   | Подлога | Партнер    | Противници               | Резултат         |
| ------ | ------ | ------------------------ | ------- | ---------- | ------------------------ | ---------------- |
| Сребро | 2020.  | Олимпијске игре у Токију | Тврда   | Иван Додиг | Никола Мектић Мате Павић | 4:6, 6:3, [6:10] |

## АТП финала

### Појединачно: 36 (20:16)
| Легенда                        |
| ------------------------------ |
| Гренд слем турнири (1:2)       |
| Завршно првенство сезоне (0:0) |
| АТП мастерс 1000 (1:0)         |
| АТП 500 (2:4)                  |
| АТП 250 (16:10)                |

| Финала по подлози |
| ----------------- |
| Тврда (15:9)      |
| Шљака (2:4)       |
| Трава (3:3)       |

| Финала по локацији |
| ------------------ |
| Отворено (11:10)   |
| Дворана (9:6)      |

| Исход     | Бр. | Датум              | Турнир                      | Подлога   | Противник             | Резултат                     |
| --------- | --- | ------------------ | --------------------------- | --------- | --------------------- | ---------------------------- |
| Победник  | 1.  | 24. август 2008.   | Њу Хејвен, САД              | Тврда     | Марди Фиш             | 6:4, 4:6, 6:2                |
| Победник  | 2.  | 11. јануар 2009.   | Ченај, Индија               | Тврда     | Сомдев Деварман       | 6:4, 7:6(7:3)                |
| Победник  | 3.  | 8. фебруар 2009.   | Загреб, Хрватска            | Тврда (д) | Марио Анчић           | 6:3, 6:4                     |
| Финалиста | 1.  | 11. октобар 2009.  | Пекинг, Кина                | Тврда     | Новак Ђоковић         | 2:6, 6:7(4:7)                |
| Финалиста | 2.  | 1. новембар 2009.  | Беч, Аустрија               | Тврда (д) | Јирген Мелцер         | 4:6, 3:6                     |
| Победник  | 4.  | 10. јануар 2010.   | Ченај, Индија (2)           | Тврда     | Станислас Вавринка    | 7:6(7:2), 7:6(7:3)           |
| Победник  | 5.  | 7. фебруар 2010.   | Загреб, Хрватска (2)        | Тврда (д) | Михаел Берер          | 6:4, 6:7(5:7), 6:3           |
| Финалиста | 3.  | 9. мај 2010.       | Минхен, Немачка             | Шљака     | Михаил Јужни          | 3:6, 6:4, 4:6                |
| Финалиста | 4.  | 20. фебруар 2011.  | Марсеј, Француска           | Тврда (д) | Робин Седерлинг       | 7:6(10:8), 3:6, 3:6          |
| Финалиста | 5.  | 31. јул 2011.      | Умаг, Хрватска              | Шљака     | Александар Долгополов | 4:6, 6:3, 3:6                |
| Финалиста | 6.  | 9. октобар 2011.   | Пекинг, Кина (2)            | Тврда     | Томаш Бердих          | 6:3, 4:6, 1:6                |
| Победник  | 6.  | 30. октобар 2011.  | Санкт Петербург, Русија     | Тврда (д) | Јанко Типсаревић      | 6:3, 3:6, 6:2                |
| Финалиста | 7.  | 6. мај 2012.       | Минхен, Немачка (2)         | Шљака     | Филип Колшрајбер      | 6:7(8:10), 3:6               |
| Победник  | 7.  | 17. јун 2012.      | Лондон, В. Британија        | Трава     | Давид Налбандијан     | 6:7(3:7), 4:3 (дискв.)       |
| Победник  | 8.  | 15. јул 2012.      | Умаг, Хрватска              | Шљака     | Марсел Гранољерс      | 6:4, 6:2                     |
| Победник  | 9.  | 10. фебруар 2013.  | Загреб, Хрватска (3)        | Тврда (д) | Јирген Мелцер         | 6:3, 6:1                     |
| Финалиста | 8.  | 16. јун 2013.      | Лондон, В. Британија        | Трава     | Енди Мари             | 7:5, 5:7, 3:6                |
| Победник  | 10. | 9. фебруар 2014.   | Загреб, Хрватска (4)        | Тврда (д) | Томи Хас              | 6:3, 6:4                     |
| Финалиста | 9.  | 16. фебруар 2014.  | Ротердам, Холандија         | Тврда (д) | Томаш Бердих          | 4:6, 2:6                     |
| Победник  | 11. | 23. фебруар 2014.  | Делреј Бич, САД             | Тврда     | Кевин Андерсон        | 7:6(8:6), 6:7(7:9), 6:4      |
| Победник  | 12. | 8. септембар 2014. | Њујорк, САД                 | Тврда     | Кеј Нишикори          | 6:3, 6:3, 6:3                |
| Победник  | 13. | 19. октобар 2014.  | Москва, Русија              | Тврда (д) | Роберто Баутиста Агут | 6:4, 6:4                     |
| Победник  | 14. | 25. октобар 2015.  | Москва, Русија (2)          | Тврда (д) | Роберто Баутиста Агут | 6:4, 6:4                     |
| Финалиста | 10. | 21. фебруар 2016.  | Марсеј, Француска (2)       | Тврда (д) | Ник Кириос            | 2:6, 6:7(3:7)                |
| Финалиста | 11. | 21. мај 2016.      | Женева, Швајцарска          | Шљака     | Станислас Вавринка    | 4:6, 6:7(11:13)              |
| Победник  | 15. | 21. август 2016.   | Синсинати, САД              | Тврда     | Енди Мари             | 6:4, 7:5                     |
| Победник  | 16. | 30. октобар 2016.  | Базел, Швајцарска           | Тврда (д) | Кеј Нишикори          | 6:1, 7:6(7:5)                |
| Победник  | 17. | 7. мај 2017.       | Истанбул, Турска            | Шљака     | Милош Раонић          | 7:6(7:3), 6:3                |
| Финалиста | 12. | 25. јун 2017.      | Лондон, В. Британија (2)    | Трава     | Фелисијано Лопез      | 6:4, 6:7(2:7), 6:7(8:10)     |
| Финалиста | 13. | 16. јул 2017.      | Вимблдон, В. Британија      | Трава     | Роџер Федерер         | 3:6, 1:6, 4:6                |
| Финалиста | 14. | 28. јануар 2018.   | Мелбурн, Аустралија         | Тврда     | Роџер Федерер         | 2:6, 7:6(7:5), 3:6, 6:3, 1:6 |
| Победник  | 18. | 24. јун 2018.      | Лондон, В. Британија (2)    | Трава     | Новак Ђоковић         | 5:7, 7:6(7:4), 6:3           |
| Победник  | 19. | 13. јун 2021.      | Штутгарт, Немачка           | Трава     | Феликс Оже-Алијасим   | 7:6(7:2), 6:3                |
| Финалиста | 15. | 24. октобар 2021.  | Москва, Русија              | Тврда (д) | Аслан Карацев         | 2:6, 4:6                     |
| Победник  | 20. | 31. октобар 2021.  | Санкт Петербург, Русија (2) | Тврда (д) | Тејлор Фриц           | 7:6(7:3), 4:6, 6:4           |
| Финалиста | 16. | 2. октобар 2022.   | Тел Авив, Израел            | Тврда (д) | Новак Ђоковић         | 3:6, 4:6                     |

### Парови: 2 (0:2)
| Легенда                        |
| ------------------------------ |
| Гренд слем турнири (0:0)       |
| Завршно првенство сезоне (0:0) |
| АТП мастерс 1000 (0:0)         |
| Олимпијске игре (0:1)          |
| АТП 500 (0:0)                  |
| АТП 250 (0:1)                  |

| Финала по подлози |
| ----------------- |
| Тврда (0:1)       |
| Шљака (0:1)       |
| Трава (0:0)       |

| Финала по локацији |
| ------------------ |
| Отворено (0:2)     |
| Дворана (0:0)      |

| Исход     | Бр. | Датум         | Турнир         | Подлога | Партнер     | Противници                 | Резултат         |
| --------- | --- | ------------- | -------------- | ------- | ----------- | -------------------------- | ---------------- |
| Финалиста | 1.  | 30. јул 2011. | Умаг, Хрватска | Шљака   | Ловро Зовко | Симоне Болели Фабио Фоњини | 3:6, 7:5, [7:10] |
| Финалиста | 2.  | 30. јул 2021. | Токио, Јапан   | Тврда   | Иван Додиг  | Никола Мектић Мате Павић   | 4:6, 6:3, [6:10] |

## Остала финала

### Тимска такмичења: 2 (1:1)
| Исход     | Бр. | Датум                 | Турнир                       | Подлога   | Партнери                                        | Противници                                                        | Резултат | Извор  |
| --------- | --- | --------------------- | ---------------------------- | --------- | ----------------------------------------------- | ----------------------------------------------------------------- | -------- | ------ |
| Финалиста | 1.  | 25–27. новембар 2016. | Дејвис куп, Загреб, Хрватска | Тврда (д) | Иво Карловић Иван Додиг Франко Шкугор           | Хуан Мартин дел Потро Федерико Делбонис Гвидо Пеља Леонардо Мајер | 2:3      | [ 23 ] |
| Победник  | 1.  | 23–25. новембар 2018. | Дејвис куп, Лил, Француска   | Шљака (д) | Борна Ћорић Франко Шкугор Мате Павић Иван Додиг | Лука Пуј Жереми Шарди Пјер-Иг Ербер Никола Маи Жо-Вилфрид Цонга   | 3:1      | [ 24 ] |